# Kościół Opatrzności Bożej w Cieszynie
Kościół Opatrzności Bożej – rzymskokatolicki kościół parafialny należący do dekanatu Cieszyn diecezji bielsko-żywieckiej. Znajduje się w cieszyńskiej dzielnicy Pastwiska.

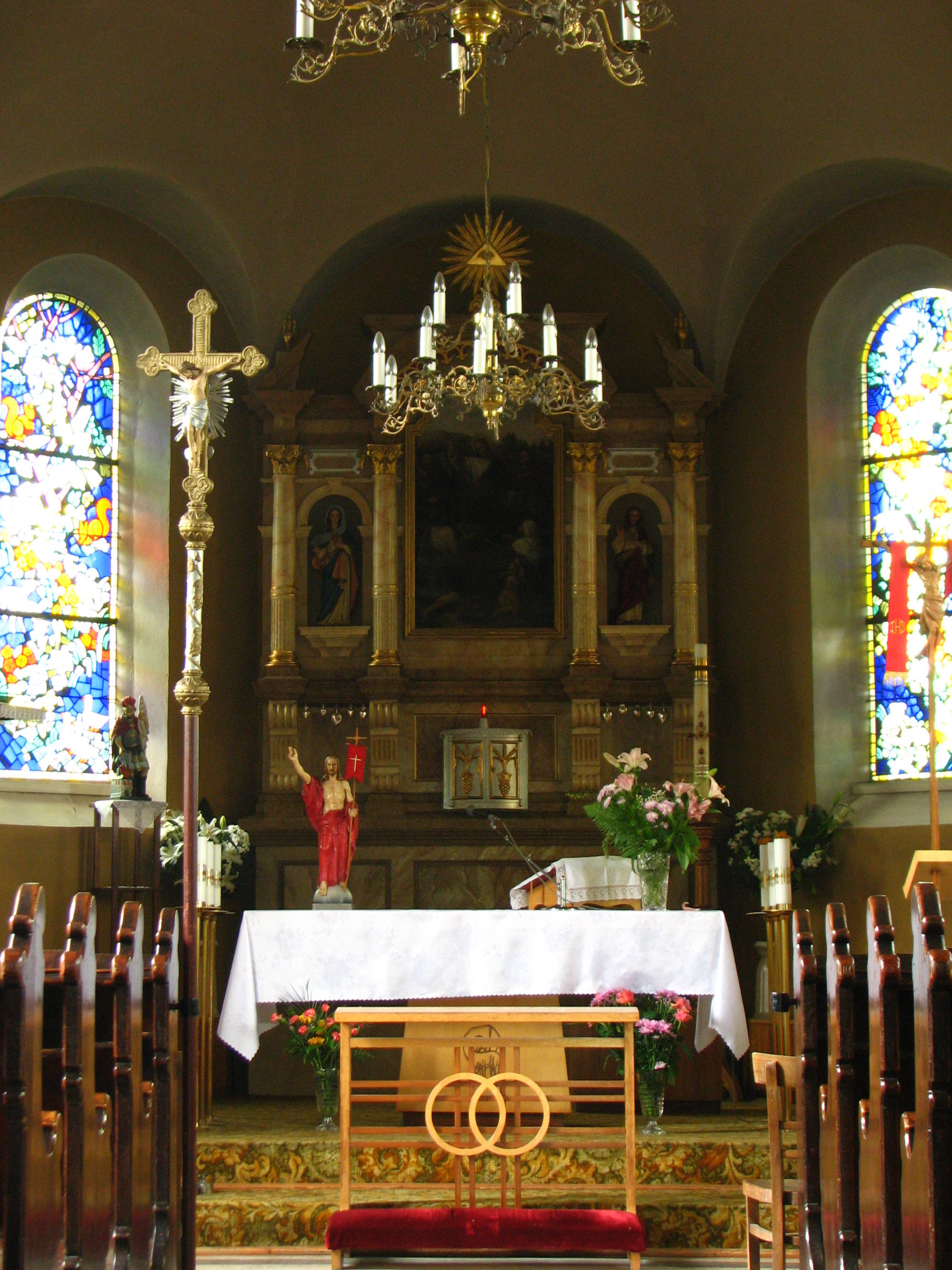
Prezbiterium

Świątynia została zbudowana w latach 1905-1906 jako kaplica cmentarna. Została zaprojektowana przez architekta Alberta Dostala. Inicjatorem budowy był Jan Zawada z Boguszowic, długoletni członek Wydziału gminnego i przełożony gminy. To on także ofiarował ziemię pod budowę świątyni. Świątynia była kościołem rektoralnym i należała do parafii św. Marii Magdaleny w Cieszynie. W sierpniu 1978 roku zostało przeprowadzone malowanie wnętrza świątyni według projektu księdza proboszcza Antoniego Łatko oraz został wyremontowany dach. Od 29 stycznia 1978 roku kościół pełni funkcję świątyni parafialnej. We wrześniu 1978 roku zostały przywiezione i zamontowane trzy dzwony. W dniu 2 kwietnia 1979 roku w prezbiterium świątyni zostały wstawione witraże zaprojektowane przez Edmunda Czarneckiego z Katowic. W 2009 roku został wykonany miedziany dach. Latem 2013 roku została wyremontowana elewacja świątyni oraz zostało wymalowane jej wnętrze. W kwietniu 2015 roku ksiądz Stanisław Furczoń odnowił drogę krzyżową znalezioną w piwnicach świątyni i powiesił ją w kościele. W listopadzie 2016 roku w świątyni zostało wstawionych siedem witraży, które zostały wykonane w pracowni Damiana Szyszki w Pszczynie. Została położona również granitowa posadzka w prezbiterium oraz została wyremontowana zakrystia.